# Porky a peur d'être scalpé
Pour plus de détails, voir Fiche technique et Distribution.
Porky a peur d'être scalpé (Scalp Trouble) est un court métrage d'animation de la série américaine Looney Tunes réalisé par Bob Clampett, produit par les Leon Schlesinger Productions et sorti en 1939.